# بي إم دبليو كيه 1
بي إم دبليو كيه 1(بالإنجليزية: BMW K1)‏ هي دراجة نارية من تصنيع بي إم دبليو.